# Raffaele Martucci
Raffaele Martucci (Napoli, 6 maggio 1969) Maresciallo Capo dell'Arma dei Carabinieri, insignito di Medaglia d'Oro al Valor Civile.

## Biografia
Il 31 agosto del 2007, con il Tenente Nicola Maggio, il Maresciallo Giuseppe Caroppa e l'Appuntato Salvatore Davide Arena, ingaggiò un conflitto a fuoco contro due sicari ritenuti appartenenti al clan camorristico Verde, traendoli poi in arresto.
I due killer, poco prima dell'intervento dei militari dell'Arma, si erano resi autori di un agguato nei confronti di un pregiudicato in via Giacinto Gigante a Sant'Antimo. L'omicidio sarebbe maturato nel contesto dello scontro, in atto all'epoca a Secondigliano, tra il Clan Di Lauro e gli scissionisti.
Il 5 giugno 2008 in Piazza di Siena, a Roma, nel corso della celebrazione del 194º anniversario della Fondazione dell'Arma, il Presidente della repubblica Giorgio Napolitano ha conferito al Maresciallo Capo Raffaele Martucci la Medaglia d'Oro al Valor Civile.